# Você na TV!
Você na TV! foi um talk show transmitido nas manhãs dos dias úteis em direto na TVI, desde 13 de setembro de 2004 e até 31 de dezembro de 2020.
O espaço privilegiava a conversa e a cumplicidade com os telespetadores e com o público presente em estúdio. O programa tinha uma duração de aproximadamente três horas e continha várias rubricas, passatempos, eventos e momentos de reportagem de vários pontos do país.

## História
Durante 14 anos foi apresentado por Cristina Ferreira e Manuel Luís Goucha. 
Em agosto de 2018, Cristina Ferreira deixa a apresentação, após sair da TVI, e em janeiro de 2019, Maria Cerqueira Gomes junta-se a Manuel Luís Goucha na apresentação do programa.
Nos meses de fevereiro e março de 2020, o programa foi emitido também nas manhãs de sábado, no horário das 9 às 12 horas, desta feita com apresentação de Isabel Silva. Estas emissões especiais acabaram por terminar devido à pandemia de Covid-19.
Maria Cerqueira Gomes apresentou o último programa a 12 de março de 2020. Devido à pandemia de Covid-19, acabou por não ter uma emissão de despedida do programa que apresentou durante pouco mais de um ano. A partir dessa altura, Manuel Luís Goucha passa novamente a conduzir o programa sozinho.
Com o regresso de Cristina Ferreira⁣ a ⁣TVI, no dia 21 de setembro de 2020, os apresentadores pioneiros do programa conduziram uma emissão única, para marcar a despedida da dupla na apresentação do programa.
A 31 de dezembro de 2020 o programa chega ao fim, após 16 anos de emissões. 
Foi substituído pelo programa Dois às 10, apresentado por Cláudio Ramos e Maria Botelho Moniz.

## Apresentadores
| Apresentadores        | Ano         |
| --------------------- | ----------- |
| Manuel Luís Goucha    | 2004 - 2020 |
| Cristina Ferreira     | 2004 - 2018 |
| Maria Cerqueira Gomes | 2019 - 2020 |
| Isabel Silva          | 2020        |

| Apresentadores substitutos | Ano         |
| -------------------------- | ----------- |
| Iva Domingues              | 2008 / 2020 |
| Nuno Eiró                  | 2013        |
| João Montez                | 2016        |
| Santiago Lagoá             | 2016        |
| Ruben Rua                  | 2016 / 2020 |
| Mónica Jardim              | 2017        |
| Isabel Silva               | 2017        |
| Leonor Poeiras             | 2018        |
| Maria Botelho Moniz        | 2020        |
| Maria Cerqueira Gomes      | 2020        |

| Apresentadores de emissões especiais com Manuel Luís Goucha | Ano  |
| ----------------------------------------------------------- | ---- |
| Ruben Rua                                                   | 2020 |
| Cláudio Ramos                                               | 2020 |
| Mónica Jardim                                               | 2020 |
| João Montez                                                 | 2020 |
| Isabel Silva                                                | 2020 |
| Joana Barrios                                               | 2020 |
| Santiago Lagoá                                              | 2020 |
| Cristina Ferreira                                           | 2020 |
| Maria Cerqueira Gomes                                       | 2020 |
| Iva Domingues                                               | 2020 |

## Passatempos
Este programa teve os seguintes passatempos: O Envelope da Sorte, A Caixa, A Gota Certa, Roda Você, Quantos Queres, Par Mágico e por último, Arca Dourada.
O passatempo do "Você na TV! Especial", apresentado por Isabel Silva, também foi denominado Arca Dourada.

## Audiências (2013 a 2015)
| Média | Média     | Episódios exibidos | Espetadores | Share |
| ----- | --------- | ------------------ | ----------- | ----- |
| 2013  | Novembro  | -                  | 439.000     | 33,5% |
| 2014  | Janeiro   | -                  | 500.000     | 34,2% |
| 2014  | Março     | -                  | 433.000     | 31,9% |
| 2014  | Abril     | -                  | 432.000     | 28,3% |
| 2014  | Agosto    | -                  | —           | 24,9% |
| 2014  | Setembro  | -                  | 415.000     | 28,8% |
| 2014  | Outubro   | -                  | 390.000     | 31%   |
| 2014  | Novembro  | -                  | 392.000     | 30%   |
| 2015  | Janeiro   | -                  | 406.000     | 30,4% |
| 2015  | Fevereiro | -                  | 411.000     | 29,9% |
| 2015  | Março     | -                  | —           | 29,8% |
| 2015  | Abril     | 22                 | —           | 30,7% |
| 2015  | Maio      | 20                 | ...         | ...   |

O programa consolidou a liderança por volta do ano 2008, não a tendo largado até ao início de 2019, altura em que começou a perder nas audiências.   

## Prémios
| Troféus TV 7 Dias | Troféus TV 7 Dias | Troféus TV 7 Dias | Troféus TV 7 Dias |
| Ano               | Categoria         | Resultado         |                   |
| ----------------- | ----------------- | ----------------- | ----------------- |
| 2010              | Melhor Talk show  | Venceu            |                   |
| 2011              | Melhor Talk show  | Indicado          |                   |
| 2014              | Melhor Talk-Show  | Indicado          |                   |
| 2015              | Melhor Talk show  | Indicado          |                   |
| 2017              | Melhor Talk show  | Venceu            |                   |